# Бернардо Ернандес
Бернардо Ернандес Вільясеньйор (ісп. Bernardo Hernández Villaseñor, нар. 20 серпня 1942, Мехіко) — мексиканський футболіст, що грав на позиції нападника за клуб «Атланте», а також національну збірну Мексики.

## Клубна кар'єра
Народився 20 серпня 1942 року в місті Мехіко. Вихованець футбольної школи клубу «Атланте». Дорослу футбольну кар'єру розпочав 1961 року в основній команді того ж клубу, кольори якої захищав протягом наступних тринадцяти років. 1968 року з 19-ма забитими голами ставав найкращим бомбардиром мексиканської першості.

## Виступи за збірну
1967 року дебютував в офіційних матчах у складі національної збірної Мексики. Протягом кар'єри у національній команді, яка тривала 2 роки, провів у її формі 12 матчів, забивши 2 голи. Був у складі національної команди учасником футбольного турніру на домашніх XIX Літніх Олімпійських іграх у Мехіко, де мексиканські футболісти продменстрували гарні результати, проте залшилася без медалей, поступившись спочатку у півфіналі, а згодом у грі за третє місце.

## Титули і досягнення
- Найкращий бомбардир чемпіонату Мексики (1):

1968 (19 голів)